# Aun Szan Szu Kji

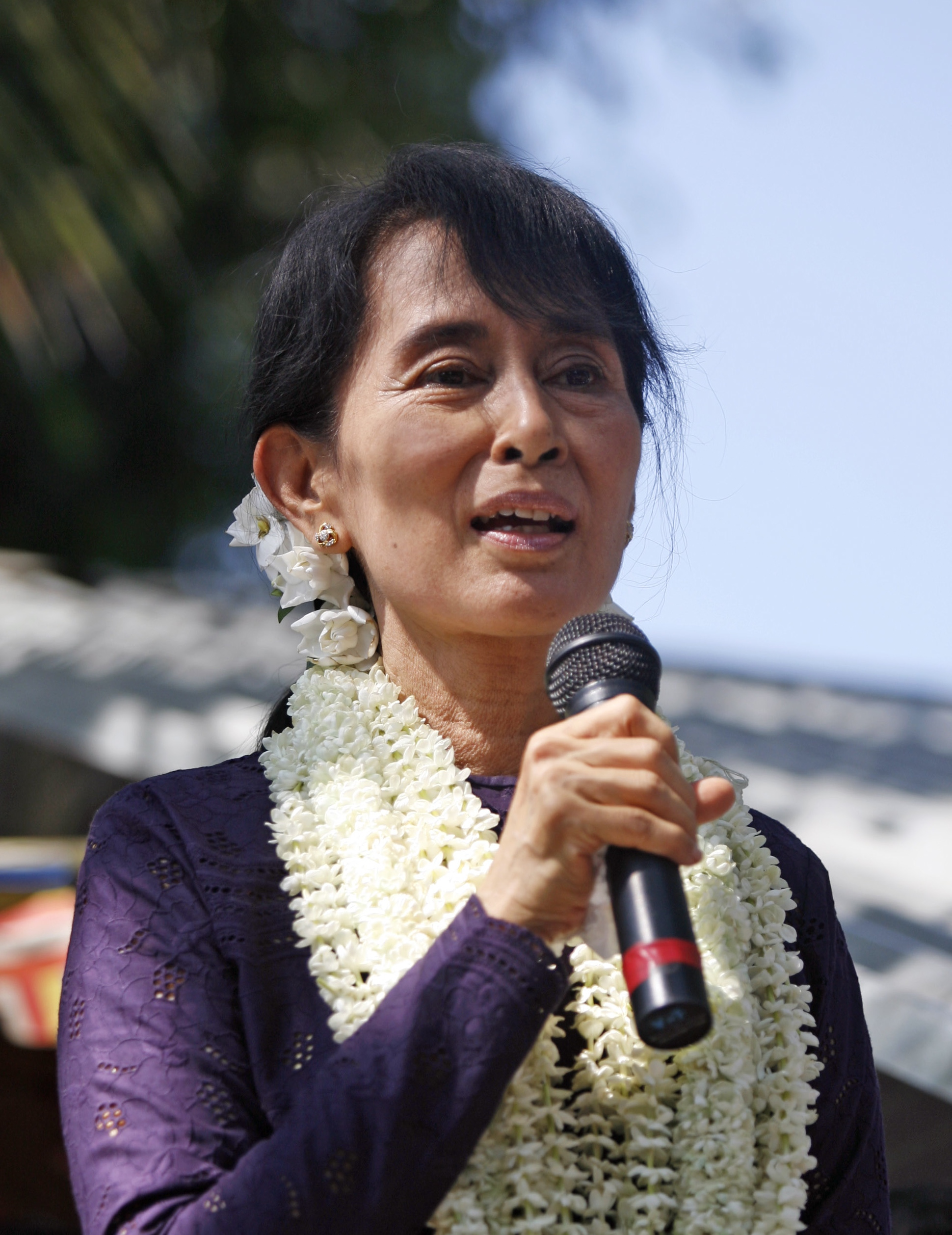
Aun Szan Szu Kji 2011 novemberében

Aun Szan Szu Kji (burmai írással: အောင်ဆန်းစုကြည်, angolos átírásban: Aung San Suu Kyi, kiejtéseⓘ) 1945. június 19., Rangun, Mianmar) burmai politikus, az 1980-as évek óta harcol hazája erőszakmentes demokratizálásáért. 1991-ben Nobel-békedíjjal tüntették ki „a demokráciáért és emberi jogokért való erőszakmentes küzdelméért.” 2016. április 6-án a 2011-ben megszűnt miniszterelnöki cím helyett az államtanácsosi posztot betöltve Mianmar kormányfője lett. 2021. február 1-én katonai puccsal eltávolították pozíciójából. Kormányfői székét Min Aun Hlaing vette át mint az Államigazgatási Tanács elnöke.

## Életrajza
Édesapja, Ang Szán a Burmai Független Hadsereg (Burma Independence Army, BIA) parancsnoka, az antifasiszta szabadság-liga (Anti-Fascist People's Freedom League, AFPFL) elnöke, valamint az akkori Burma Angliától való elszakadásáért folyó küzdelem előharcosa volt. 1947-ben egy kabinetülésen merénylet áldozata lett. Ő lett volna Burma első szabadon választott elnöke.
Édesanyja, Daw Khin Csí („Daw” a burmai nyelvben a nők tiszteletteljes megszólítására szolgál) a burmai politika tekintélyes személyisége lett, elsősorban a szociálpolitika területén tevékenykedett. 1960-tól országa követeként Indiában dolgozott; itt nőtt fel Aun Szan Szu Kji, aki elit iskolákba járt, és barátságot kötött Indira Gandhival és fiaival, Radzsivval és Szandzsájjal is. Újdelhiben (Lady Shri Ram College) folytatott középiskolai tanulmányai után Angliában, az Oxfordi Egyetemen tanult. Egyetemi tanulmányait 1969-ben fejezte be filozófiában, politika- és gazdaságtudományban szerzett diplomával. 1969 és 1971 között New Yorkban, az ENSZ-titkárságon dolgozott, szabadidejében pedig egy kórházban segített. 1972-ben férjhez ment a brit származású Michael Arishoz, a tibeti kultúra tudósához. Két fiuk született. Kezdetben Bhutánban éltek, majd 1974-ben Oxfordba költöztek, ahol Michael Aris munkát kapott az egyetemen.
Szu Kji írni kezdett; kutatómunkát végzett Burma történetével és édesapja életével kapcsolatban, amiről 1984-ben könyvet jelentetett meg. 1985-ben ösztöndíjjal Kiotóba utazott, és miközben tovább bővítette édesapjáról szóló ismereteit és további cikkeket írt Burmáról, hazája, Ne Win vezetése alatt teljesen elhatárolódott a külvilágtól. 1988-ban, édesanyja betegsége miatt visszatért hazájába: szemtanúja volt Ne Win visszalépésének, az egyetemisták utcai demonstrációinak és azok véres elfojtásának (1988. augusztus 8. – 8888 Uprising). Ugyanebben az évben augusztus 26-án került sor első nyilvános beszédére a Shvedagon-pagoda előtt, amiben Burma demokratikus fejlődéséért szállt síkra. Az egyetemista vezetők 10 pontban állították össze követeléseiket egy demokratikus burmai kormány visszaállításával kapcsolatban. Szeptember 18-án korlátlan hatalommal ellátott Saw Maung tábornok és katona-kormánya vette át a hatalmat, ami minden demokratikus törekvést megtiltott, a demokráciáért folytatott mozgalmakat erőszakkal leverte.
1988. szeptember 27-én megalakult a Nemzeti Liga a Demokráciáért (NLD) elnevezésű burmai politikai párt Szu Kji vezetésével. A párt politikai célja az erőszak visszautasítása és a passzív rezisztencia (Civil Disobedience) volt. Ellene és követői ellen tett számos fenyegetés és erőszak ellenére folytatta választási kampányát, rendíthetetlenül a passzív ellenállásról szónokolt. 1989 februárjában megtiltották a választásokon való részvételét, július 20-án pedig első alkalommal házi őrizetbe helyezték. 1990-ben pártja megnyerte ugyan a választásokat, de az eredményeket a katonai vezetés nem ismerte el: Szu Kjit újból házi őrizetbe kényszerítették, sok egyetemistát és ellenzéki vezetőt pedig letartóztattak és megkínoztak, aminek következtében Szu Kji addig folytatott éhségsztrájkot, míg nem biztosították a megfelelő bánásmódot számukra.
1991 júliusában az Európai Parlament bátorságát, valamint a demokrácia és a béke értékei iránti elkötelezettségét díjazva Szaharov-díjjal tüntette ki és ugyanebben az évben béke Nobel-díjat kapott az emberi jogokért folytatott erőszakmentes küzdelméért. A világ felfigyelt Szu Kji és hazája sorsára. A Nobel-díjat fiai vették át, mivel Szu Kji attól félt, hogy ha elhagyja az országot nem engedik többé vissza (korábban szabadságot ígértek neki azzal a feltétellel, ha elhagyja hazáját). 1995. július 10-én oldották fel a házi őrizetét, de mozgástere további négy évig elég korlátozott volt, életét pedig állandó veszély fenyegette népszerűsége miatt. Újságírók és ENSZ-küldöttek kaptak engedélyt, hogy meglátogassák, de férjét, aki 1999-ben elhunyt, nem láthatta. 2000-ben újból megerősítették a házi őrizetet, két évvel később megint szabaddá nyilvánították. 2003-ban a katonai vezetés letartóztatta, s miután egy ideig börtönben (Insein Prison) volt, és megoperálták (eltávolították a méhét), ismét saját házának foglya lett.

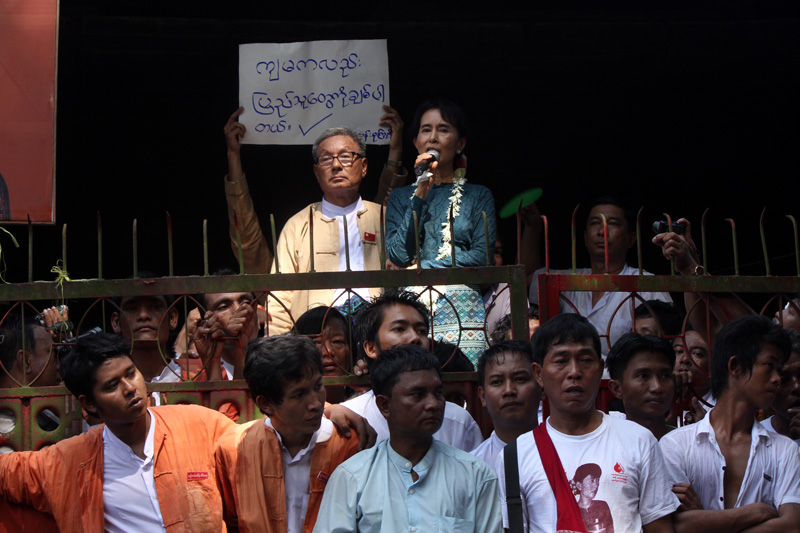
Aun Szan Szu Kji mikrofonnal beszél az emberekhez

2006. május 20-án került sor Szu Kji és Ibrahim Gambari ENSZ-küldött találkozására Rangunban. Három év óta ez volt az első összejövetele egy külföldi küldöttel; a találkozó egy új diplomáciai ENSZ-misszió keretében jött létre, amely során a burmai kormánnyal az emberi jogok tiszteletben tartásáról és a demokrácia visszaállításáról volt szó. Minden remény megvolt arra, hogy a politikusasszonyt szabadon engedik, de a kormány Kofi Annan ENSZ-főtitkár közvetlen apellációját ("I'm relying on you, General Than Shwe, to do the right thing") semmibe véve, május 26-án további egy évvel meghosszabbította a házi őrizetet. Az egy év letelte után, a nyilvánosság ellenkezése ellenére 2007. május 25-én ismét egyéves hosszabbítás történt.
A buddhista szerzetesek tiltakozó felvonulása során (2007. szeptember 22.) egy kb. 1000 főből álló csoportnak sikerült Szu Kji University Avenue 54. szám alatti házához nyomulni, mire Szu Kji 15 percig a háza elé állt. Négy év óta ekkor jelent meg először a nyilvánosság előtt.
Ibrahim Gambarival, az ENSZ különmegbízottjával történt két találkozó után (2007. szeptember 30. és október 2.) a katonai junta a nyilvánosság nyomására engedni látszott és egy ajánlatot tett: amennyiben Szu Kji felhagy irányvonalaival és „bevall olyan bűnöket, amelyeket nem követett el” (a kormány szerint „konfrontációra és Burma teljes elpusztítására hívja fel az embereket, valamint nemzetközi szankciókat követel”), Than Sve, a mianmari katonai kormányzat vezetője személyesen találkozik vele. Aun Szan Szu Kji pártja visszautasította a junta vezetőjének tárgyalási ajánlatát. Az Egyesült Államok arra kérte a juntát, hogy előfeltételek nélkül tárgyaljon Szu Kjivel.
2008. május 10-én, majd 24-én két lépcsőben lebonyolított referendumon (a referendum az első szavazás volt Mianmarban az 1990-ben tartott parlamenti választások óta, amelyen Aun Szan Szu Kji pártja elsöprő győzelmet aratott) a katonai kormányzat által támogatott új alkotmány 92,4 százalékos támogatást kapott, a részvételi arány országosan a 98 százalékot is elérte. A junta propagandája szerint az új alkotmány megnyitja az utat a 2010-ben tartandó „többpárti választások” és a hatalom civilek kezébe történő fokozatos átadása előtt. Az ellenzék pártja csalásnak minősítette az új alkotmányról szóló népszavazást: szerintük az új alaptörvény az 1962 óta hatalom lévő hadsereg vezető szerepének megerősítését szolgálja. Az új alkotmány emellett megfosztja Aun Szan Szu Kjit a választásokon való indulás jogától.
2007. május 27-én a mianmari katonai hatóságok újabb hat hónappal meghosszabbították Aun Szan Szu Kji ellenzéki vezető házi őrizetét, ami ezúttal a rezsim kegyetlensége és provokáció a nyugati államok ellen, amelyek a Nargis-ciklon áldozatai számára 50 millió dolláros segélyt szavaztak meg. Az Egyesült Államok, az ENSZ és az Európai Unió is a junta köszöneteként Szu Kji szabadon engedését remélte. A katonai vezetés viszont az elfogadott új alkotmány birtokában megerősödött és „a demokráciához vezető út” egyengetése helyett a katonai rezsim hatalmának további megszilárdításán dolgozott, például olyan klauzulákkal, amely kizárja azon személyek részvételét a kormányból, akik külföldi személyekkel kötöttek házasságot.
2009 májusában, néhány nappal házi őrizetének vége előtt ismét letartóztatták a politikusasszonyt. Az ellenzéki vezetőt azzal vádolják, hogy megsértette a házi őrizet szabályait: egy amerikai férfit fogadott otthonában eltitkolva ezt a hatóságok elől. Az amerikai férfit (John Yettaw) Szu Kji őrei beengedték; Yettaw állítólag a szomszédos tavon átúszva hatolt be a birtokra, ám más források azt állítják, hogy a junta küldte, ürügyül a letartóztatáshoz és a tárgyaláshoz, melyek célja, hogy megakadályozzák az ellenzéki politikusasszony részvételét a 2010-ben megrendezendő választásokon. 2010. november 13-án házi őrizetét feloldották.
2015 novemberében Mianmarban választásokat tartottak, ahol Aun Szan Szu Kji pártja, a Nemzeti Liga a Demokráciáért elsöprő győzelmet aratott. Szu Kji nem kaphatta meg az elnöki tisztséget az alkotmány azon módosítása miatt, amely kizárja azokat, akik külföldi állampolgárokkal állnak rokoni viszonyban. Ezért 2016 áprilisában létrehozták számára az államtanácsosi pozíciót; ennek betöltésével Szu Kji Mianmar kormányfője lett. A 2020-as választásokat szintén Szu Kji pártja nyerte meg.
2021. február 1-én Min Aun Hlaing tábornok, a mianmari hadsereg főparancsnoka katonai puccsal átvette a hatalmat. Szu Kjit eltávolították pozíciójából és őrizetbe vették.

## Elismerések és díjak
2000-ben Bill Clinton a Szabadság Elnöki Medálja kitüntetést (Presidential Medal of Freedom) adományozta neki, a legnagyobb kitüntetést, amelyet civil kaphat az Amerikai Egyesült Államokban. Kanada 2007. október 17-én tiszteletbeli állampolgárságot adott neki, az amerikai kongresszus pedig 2007. december 17-én egyhangú szavazással a Kongresszus Arany Medáljával (Congressional Gold Medal) tüntette ki.
A U2 ír rockegyüttes 2001-ben a „Walk on” című dalukban (All That You Can’t Leave Behind című album) állítottak neki emléket.
A Mirca Art művészei – hat kontinens közel harminc országából, így Magyarországról is – egy könyvet hoztak létre Aun Szan Szu Kjiért, a művészeti szabadság felhasználásával az emberi szabadságjogokért való küzdelemért.
A Freedom & Art – Szabadság és Művészet – könyv azért jött létre, hogy a művészek hatást gyakoroljanak a miamari helyzetre, de az amerikai festőművész, Carla Goldberg elsősorban a politikusasszony kiszabadításáért szerkesztette meg. 2012-ben "The Lady" címmel, életéről filmet forgattak.

## Elismerések későbbi visszavonása
Kanada 2018-ban megfosztotta a korábban neki adott tiszteletbeli állampolgárságtól, mert a kanadai parlament bűnrészesnek tartja a rohingja kisebbség elleni 2017. évi – az ENSZ Biztonsági Tanácsa által is elítélt – mianmari erőszakos cselekmények (etnikai tisztogatások) elkövetésében. 2018 novemberében az Amnesty International vette vissza a 2009-ben neki ítélt „A Lelkiismeret Nagykövete” díját, amiért nem küzdött az emberi jogokért, és totális közömbösséget mutatott a mianmari katonaság emberiesség elleni bűncselekményei és a szólásszabadság elfojtása kapcsán. Az Európai Parlament 2020. szeptember 11-én visszavonta a mianmari vezetőtől a Szaharov-díjat.

## Fordítás
- Ez a szócikk részben vagy egészben  az   Aung San Suu Kyi című német Wikipédia-szócikk fordításán alapul.  Az eredeti cikk szerkesztőit annak laptörténete sorolja fel. Ez a jelzés csupán a megfogalmazás eredetét és a szerzői jogokat jelzi, nem szolgál a cikkben szereplő információk forrásmegjelöléseként.